# بيلي كلاوس
بيلي كلاوس (بالإنجليزية: Billy Klaus) هو لاعب كرة قاعدة أمريكي، ولد في 9 ديسمبر 1928 في سبرينغ غروف في الولايات المتحدة، وتوفي في 3 ديسمبر 2006 في ساراسوتا في الولايات المتحدة.

## وصلات خارجية
- بيلي كلاوس على موقع دوري كرة القاعدة الرئيسي (الإنجليزية)
- بيلي كلاوس على موقع الدوري الياباني لكرة القاعدة (الإنجليزية)
- بيلي كلاوس على موقعبيزبول رفرنس.كوم (الدوري الرئيسي) (الإنجليزية)
- بيلي كلاوس على موقعبيزبول رفرنس.كوم (الدوري الثانوي) (الإنجليزية)
- بيلي كلاوس على موقع جمعية أبحاث البيسبول الأمريكية (الإنجليزية)
- بيلي كلاوس على موقع إي إس بي إن.كوم (أم.أل.بي) (الإنجليزية)
- بيلي كلاوس على موقع مشجعي الرسوم البيانية (الإنجليزية)